# 吹浦村
吹浦村（ふくらむら）は、かつて山形県飽海郡にあった村。

## 沿革
- 1889年（明治22年）4月1日 - 町村制施行に伴い飽海郡吹浦村、直世村（一部）が合併し、吹浦村が発足。
- 1916年（大正5年）8月7日 - 村役場が移転[1]。
- 1951年（昭和26年）10月1日 - 飽海郡高瀬村の一部を編入[2]。
- 1954年（昭和29年）8月1日 - 飽海郡遊佐町、稲川村、西遊佐村、蕨岡村、高瀬村と合併し、遊佐町を新設して消滅。